# Горія (озеро)
Горія (фр. Lac de Goria) — озеро на Корсиці, Франція. На висоті 1852 м його площа становить 0,04 км².